# (7213) Conae
(7213) Conae ist ein Asteroid des mittleren Hauptgürtels, der am 31. Mai 1967 von Astronomen des Felix-Aguilar-Observatoriums (IAU-Code 808) im El Leoncito National Park (Parque Nacional El Leoncito) entdeckt wurde.
(7213) Conae wurde am 26. September 2007 nach der CONAE benannt, der Comisión Nacional de Actividades Espaciales (Nationale Kommission für Weltraumaktivitäten), der Raumfahrtbehörde Argentiniens.